# Andrews (Carolina del Nord)
Andrews è una città (Town) della Contea di Cherokee, nella Carolina del Nord. Secondo il censimento del 2000, la popolazione in città era di 1.602 abitanti.

## Geografia fisica
Secondo l'United States Census Bureau la città sorge su un'area di 3,50 km², interamente composta da terraferma.